# 東京四季出版
東京四季出版（とうきょうしきしゅっぱん）は、俳句や短歌などの短詩型文学を中心とした日本の出版社である。
定期刊行物に『俳句四季』（月刊）がある。「俳句四季大賞」（第1回は2001年）、「俳句四季新人賞」（第1回は2013年）を主催している。また『短歌四季』（2004年12月号をもって休刊）において「短歌四季大賞」を主催していた。
浅井愼平をはじめ数多くの俳人、歌人の句集、歌集を発行する他、『平成俳人大全書』、『現代俳句精鋭選集』、『21世紀現代短歌選集』などの全集を刊行している。